# Saint-Aignan-sur-Roë
Saint-Aignan-sur-Roë is een gemeente in het Franse departement Mayenne (regio Pays de la Loire). De plaats maakt deel uit van het arrondissement Château-Gontier. Saint-Aignan-sur-Roë telde op 1 januari 2022 934 inwoners.

## Geografie
De oppervlakte van Saint-Aignan-sur-Roë bedroeg op 1 januari 2022 18,19 vierkante kilometer; de bevolkingsdichtheid was toen 51,3 inwoners per km².

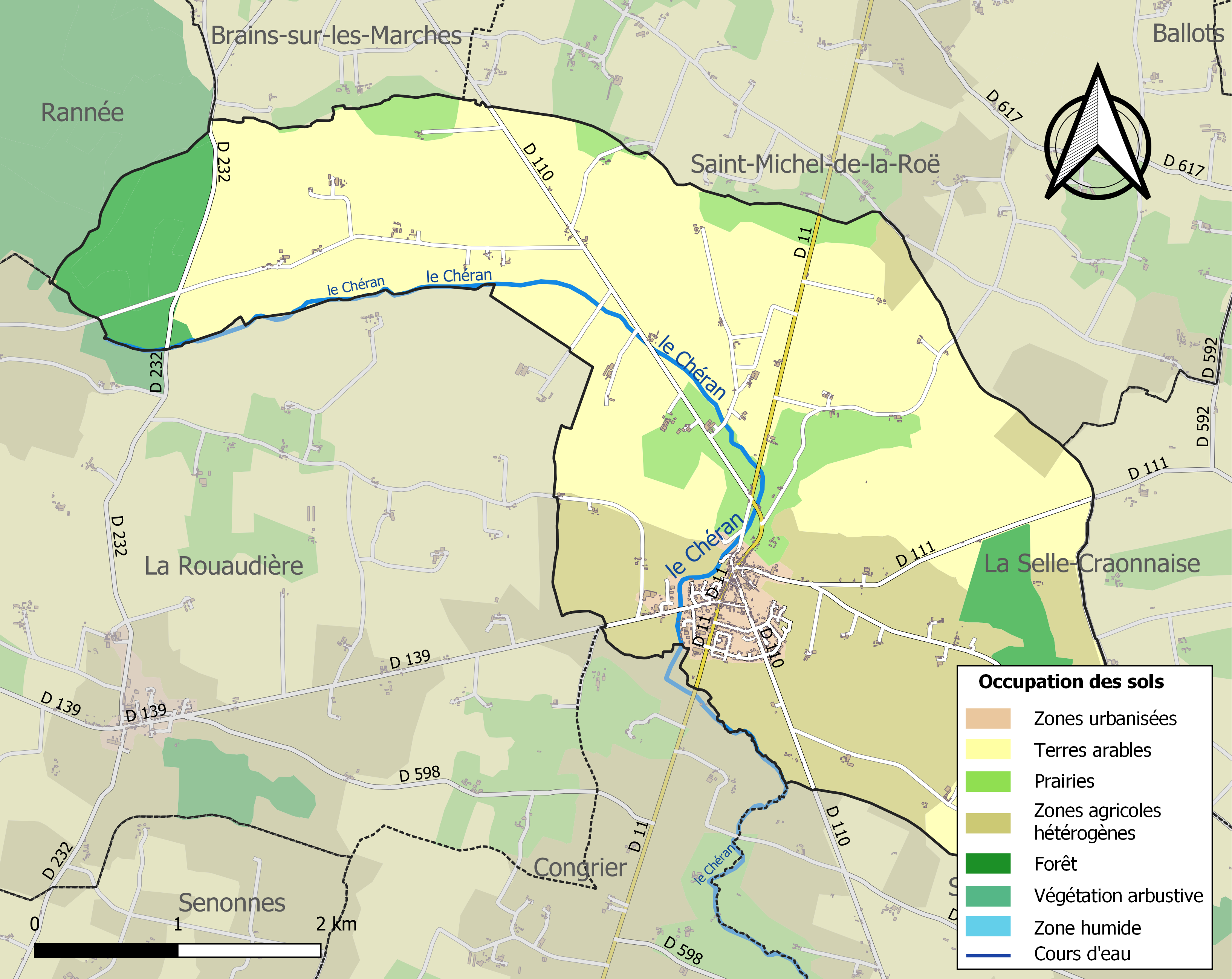
Kaart van de gemeente met de belangrijkste infrastructuur, bodemgebruik en omliggende gemeenten

## Demografie
Onderstaande figuur toont het verloop van het inwonertal (bron: INSEE-tellingen).